# Jaromír Kolář
Jaromír Kolář (30. července 1926, Ostrava – 28. listopadu 2017) byl přední český expert v oblasti radiologie. Prof. Kolář byl obyvatelem Prahy 10, významná část jeho pracovní kariéry je spojená s Nemocnicí na Bulovce.

## Život
V období válečného protektorátu byl nasazen v ČKD a proto odmaturoval na reálném gymnáziu až v roce 1945. Promoval v roce 1950 na Fakultě všeobecného lékařství UK v Praze. Habilitaci získal v roce 1966, profesorem se stal až v roce 1981 poté, co 5 let působil ve funkci vedoucího katedry a Radiodiagnistické kliniky IPVZ v Praze na Bulovce. Organizoval zde rozvíjení postgraduální výchovy lékařů v oboru radiologie. Vedení katedry ukončil v roce 1992, lektorem radiologické katedry byl až do roku 2009, kdy oslavil 83. narozeniny.
Odborné a pedagogické dílo prof. Koláře je mimořádné a obdivuhodné, dominuje v něm především oblast osteologická radiologie. Zásadní místo zaujímá jeho spolupráce s docentem R. Vrabcem na klinice plastické chirurgie akademika F. Buriana, jejímž výsledkem byly četné publikace o kostních změnách v důsledku iradiace, popálení, úrazů elektrickým proudem a o vlivu dalších faktorů na skelet. Je autorem 17 monografií, z toho třetina byla publikována v zahraničí. Byl dlouholetým vedoucím redaktorem časopisu Česká radiologie, členem 11 redakčních rad odborných časopisů, členem organizačních výborů prestižních kongresů. V roce 1993 spoluzakládal mezioborový časopis Pohybové ústrojí – pokroky ve výzkumu, diagnostice a terapii. Byl jedním ze zřizovatelů Nadace pro děti s vadami pohybového ústrojí.
V 60. letech 20. století se s profesorem Vyhnánkem a docentem Stloukalem čtyři roky zabýval výzkumem kosterních pozůstatků Velkomoravské říše v depozitářích Mikulčice.
V roce 2004 stál u vzniku Společnosti pro pojivové tkáně ČLS JEP.
V roce 2014 obdržel z rukou prof. MUDr. Jaroslava Blahoše, DrSc. Zlatou medaili České lékařské společnosti J. E. Purkyně za celoživotní zásluhy o medicínu.
Zemřel po krátké hospitalizaci pro zápal plic 28. listopadu 2017.